# بيتر شيلوخونوف
 كان بيتر شيلوخونوف (15 أغسطس/آب 1929 في بيلاروس - 15 سبتمبر/أيلول 1999 في سانت بطرسبرغ، روسيا) ممثلاً ومخرجًا روسيًا. لعب أكثر من 80 دورًا في الأفلام وعلى شاشة التلفزيون. كما لعب أكثر من 100 دور على خشبة المسرح. حصل بيتر شيلوخونوف على لقب ممثل روسي قدير في العام 1979.

## السيرة الذاتية

### مرحلة الطفولة
كان بيتر شيلوخونوف من أصل أوكراني وليتواني وبيلاروسي وبولندي. نجا من الاحتلال النازي خلال الحرب العالمية الثانية. أصيب بيتر شيلوخونوف خلال الحرب بعيار ناري في وجهه ولكن الندبة في وجهه لم تمنعه من أن يصبح ممثلاً.
انضم بيتر شيلوخونوف إلى المقاومة الحزبية. وأسّس مسرح الدمى الخاص به في العام 1943 وأدى دورًا سخر فيه من هتلر. وفي العام 1945، أصبح طالب بيانو في معهد الموسيقى في كييف. وفي خمسينيات القرن العشرين، انتقل إلى مدينة إيركوتسك في سيبيريا، حيث تخرج من مدرسة إيركوتسك للدراما. ثم عمل في موسكو وسانت بطرسبرغ في روسيا.
كان بيتر شيلوخونوف عضوًا في خمس شركات مسرحية في روسيا. كما لعب أدوارًا في إنتاجات دولية على خشبة المسرح وفي الأفلام والعروض التلفزيونية. استمرت مهنته في التمثيل لأكثر من 50 عامًا لعب خلالها العديد من الشخصيات بدءًا من الأمير هامليت لشكسبير وصولاً إلى الديكتاتور السوفيتي لينين.
لعب بين العامين 1989 و1992 الدور الرئيسي (سام) في Photo Finish من كتابة وإخراج بيتر أوستينوف. وفي العامين 1993 و1994، لعب دور فيكتور فيلاسكو في مسرحية Barefoot in the Park لنيل سايمون. ولعب في العام 1997 دورًا مساندًا في Anna Karenina لليو تولستوي من بطولة صوفي مارسو وشون بين.

## وصلات خارجية
- بيتر شيلوخونوف على موقع IMDb (الإنجليزية)
- بيتر شيلوخونوف على موقع قاعدة بيانات الفيلم (الإنجليزية)